# Herveld
Herveld is een dorp en voormalige gemeente in de Nederlandse gemeente Overbetuwe, gelegen in de provincie Gelderland. Het dorp bestaat uit twee delen, te weten Herveld-Noord en Herveld-Zuid. Het katholieke Herveld-Noord ligt direct ten oosten van Andelst, terwijl het protestantse Herveld-Zuid een kilometer zuidelijker gelegen is. De meeste voorzieningen, zoals de supermarkt, zijn gelegen in Herveld-Noord.
De oudste vermelding van Herveld dateert uit 996: keizer Otto III wijst Herveld dan toe aan de abdij van Elten. De kerk van Herveld wordt voor het eerst in 1200 genoemd. Ten noorden van het dorp stond het kasteel Gennepestein.
Op 1 januari 1812 werd de toen bestaande gemeente Herveld uitgebreid met Loenen en Wolferen. De gemeente Herveld werd op 1 januari 1818 opgeheven, Loenen en Wolferen werd weer een zelfstandige gemeente en het dorp Herveld werd bij de gemeente Valburg gevoegd.
In het centrum van Herveld-Zuid staat de middeleeuwse kerk. Iets buiten het dorp staat De Vink, een standerdmolen uit de 18e eeuw. Herveld ligt vlak naast de snelweg A50, maar om in het dorp te komen dient men eerst de A15 te volgen.
Herveld heeft een rijke geschiedenis aan fruitteelt.

## Zie ook

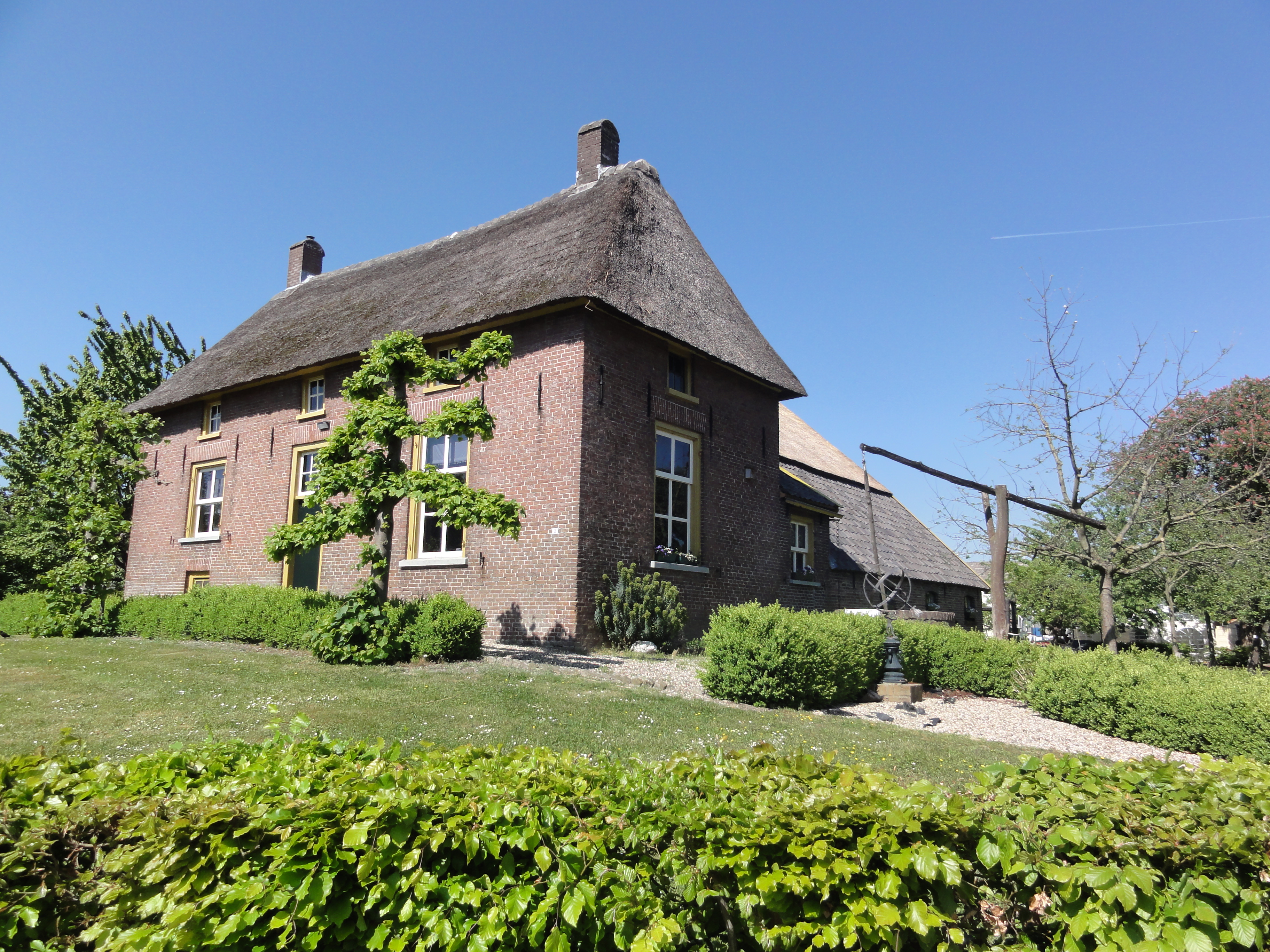
Rijksmonument, Merkenhorststraat 2
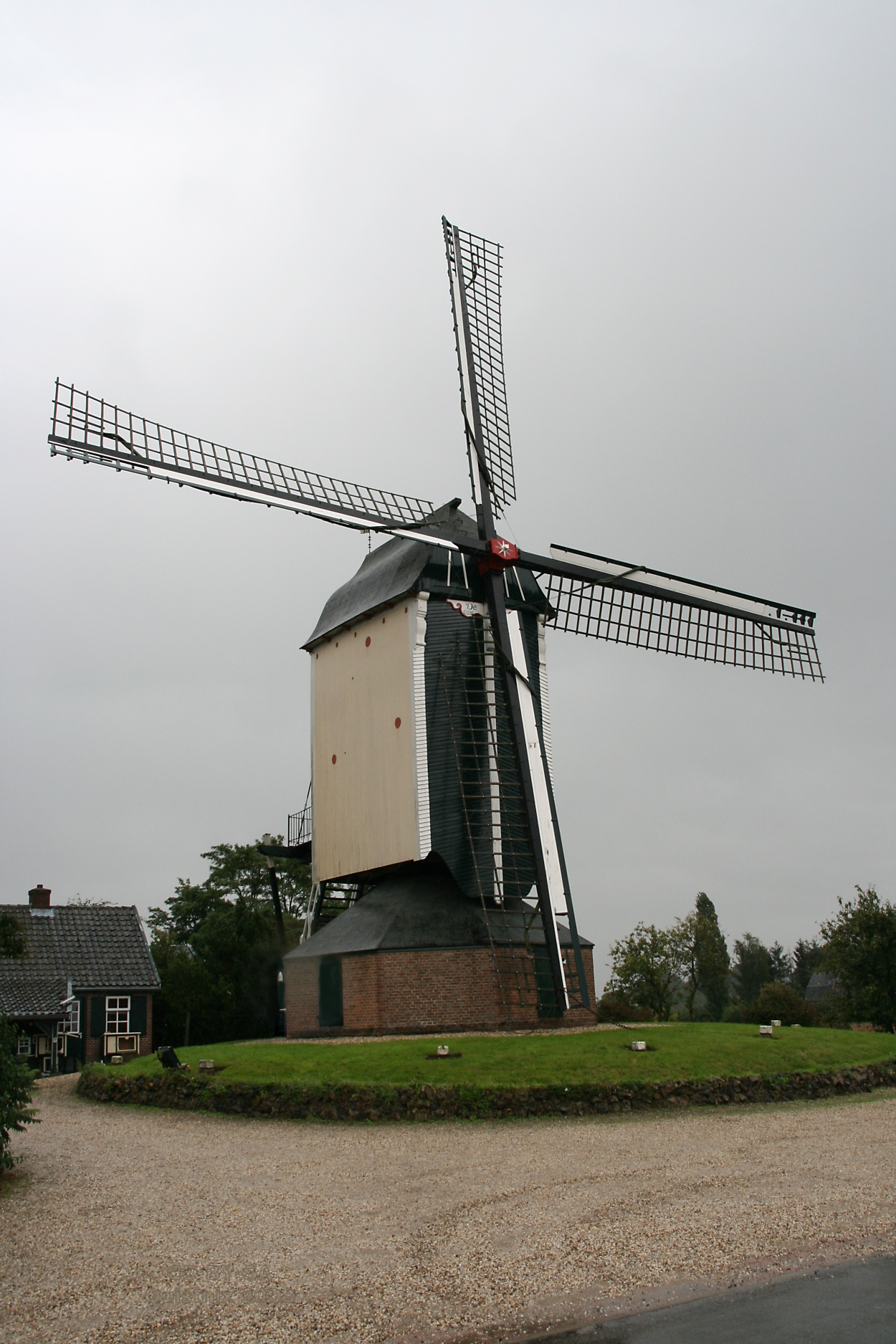
Herveld, molen De Vink
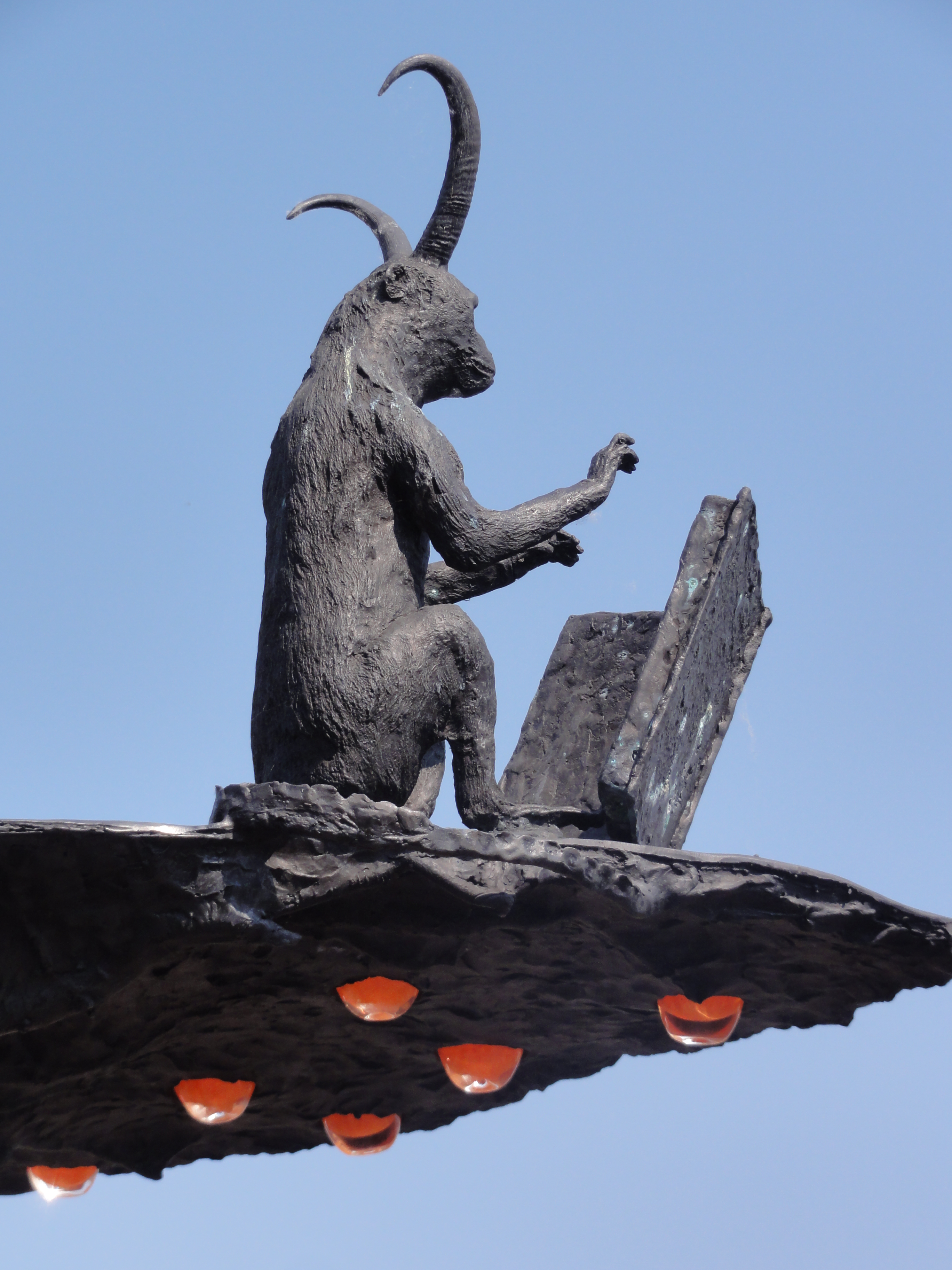
Beeld De Deugniet

## Bekende inwoners
- Arvid de Kleijn, wielrenner
- Alice May, bekend van Maywood